# نبالتيبك
نُبَالِتِيبَك (بالإسبانية: Nopaltepec) هي بلدة تقع في ولاية فيراكروز المكسيكية، ضمن بلديَّة كوساملوبان (بالإسبانية: Cosamaloapan). هي مسقط رأس فيدل هيريرا بلتران، الذي شغل منصب حاكم ولاية فيراكروز بين سنتيّ 2004 و2010. أبرز مُنتجاتها الذرة والفواكه والسكر والأرز.